# Lavajatus moroi
Lavajatus moroi é uma espécie de caracol, um molusco gastrópode pulmonado pertencente à família Achatinidae. O Lavajatus moroi é a primeira espécie integrante do novo gênero Lavajatus encontrado no ambiente de cavernas da região de Santa Quitéria no estado do Ceará. Caracteriza-se principalmente pela concha bastante alongada medindo cerca de 30 mm, com o crescimento uniforme, onde, um adulto da espécie desenvolve cerca de 28 espirais, sendo o formato da concha bastante reto. A espécie possui uma extraordinária capacidade de retração dentro da casca, mantendo 1/3 a 1/2 do comprimento da concha vazia quando retraída.

## Etimologia
O nome do gênero Lavajatus é uma latinização das palavras portuguesas "Lava Jato", uma alusão à Operação Lava-Jato, que designa um conjunto de investigações da Polícia Federal do Brasil, principalmente investigando crimes de corrupção. O nome foi inspirado na translucidez da concha, revelando as estruturas internas ocultas.  O epíteto específico moroi seria uma alusão ao juiz Sergio Moro.
O biólogo estudioso de moluscos Luiz Ricardo Simone, que descobriu, descreveu e publicou o estudo sobre a espécie, não esclareceu se foi uma homenagem ou uma crítica, dado que se relaciona com o fato da prisão do atual presidente Lula da Silva.